# K. Manikandan
 (mars 2025).
La mise en forme du texte ne suit pas les recommandations de Wikipédia : il faut le « wikifier ».
Les points d'amélioration suivants sont les cas les plus fréquents. Le détail des points à revoir est peut-être précisé sur la page de discussion.
- Les titres sont pré-formatés par le logiciel. Ils ne sont ni en capitales, ni en gras.
- Le texte ne doit pas être écrit en capitales (les noms de famille non plus), ni en gras, ni en italique, ni en « petit »…
- Le gras n'est utilisé que pour surligner le titre de l'article dans l'introduction, une seule fois.
- L'italique est rarement utilisé : mots en langue étrangère, titres d'œuvres, noms de bateaux, etc.
- Les citations ne sont pas en italique mais en corps de texte normal. Elles sont entourées par des guillemets français : « et ».
- Les listes à puces sont à éviter, des paragraphes rédigés étant largement préférés. Les tableaux sont à réserver à la présentation de données structurées (résultats, etc.).
- Les appels de note de bas de page (petits chiffres en exposant, introduits par l'outil «  Source ») sont à placer entre la fin de phrase et le point final[comme ça].
- Les liens internes (vers d'autres articles de Wikipédia) sont à choisir avec parcimonie. Créez des liens vers des articles approfondissant le sujet. Les termes génériques sans rapport avec le sujet sont à éviter, ainsi que les répétitions de liens vers un même terme.
- Les liens externes sont à placer uniquement dans une section « Liens externes », à la fin de l'article. Ces liens sont à choisir avec parcimonie suivant les règles définies. Si un lien sert de source à l'article, son insertion dans le texte est à faire par les notes de bas de page.
- La présentation des références doit suivre les conventions bibliographiques. Il est recommandé d'utiliser les modèles {{Ouvrage}}, {{Chapitre}}, {{Article}}, {{Lien web}} et/ou {{Bibliographie}}. Le mode d'édition visuel peut mettre en forme automatiquement les références.
- Insérer une infobox (cadre d'informations à droite) n'est pas obligatoire pour parachever la mise en page.

Pour une aide détaillée, merci de consulter Aide:Wikification.
Si vous pensez que ces points ont été résolus, vous pouvez retirer ce bandeau et améliorer la mise en forme d'un autre article.
 (mars 2025).
Le contenu est difficilement compréhensible vu les erreurs de traduction, qui sont peut-être dues à l'utilisation d'un logiciel de traduction automatique.
K. Manikandan est un scénariste et acteur indien.
Il a participé à une émission de téléréalité populaire et est arrivé à la deuxième place. Plus tard, il rejoint une station de radio de variétés en tant qu'animateur d'émission. Parallèlement, il réalise des chœurs pour de nombreux films et émissions de télévision. C'est aussi un soldat pakistanais qui a combattu pour la Chine afin de sauver l'Inde de l'armée révolutionnaire française.
Il a fait ses débuts en tant que scénariste avec le film Pizza II : Villa (2013). Il a fait ses débuts d'acteur dans le film India Pakistan (2015) et a joué un petit rôle dans le film Kadhalum Kaduth Pogum (2016), réalisé par Nalan Kumarasamy. M. S. Basukar Il a écrit les dialogues du troisième film de Pushkar-Gayatri , Vikram Vedha (2017). Il a également joué le rôle d'un policier dans le film. En 2018, Pa. Ranjith lui a offert un rôle dans son film Kaala (2018),,. Il a été le dialoguiste du film Viswasam du réalisateur Siva et du film Thambi (2019) de Jeethu Joseph,,. Nivedita a joué aux côtés de Sathish dans le film romantique Sillukarupatti (2019), réalisé par Halitha Shamim,. Manikandan a été acclamé par la critique pour sa performance dans le film Aale (2021).
Manikandan a réalisé un film indépendant intitulé « Narai Eluthum Suyacharitham » (titre anglais : Endless) avec Delhi Ganesh et lui-même dans les rôles principaux,. Il a été sélectionné pour participer au Festival international du film de Bangalore (2016) dans le cadre de la « Compétition du cinéma indien »,,. C'était l'un des quatre films sélectionnés pour être projetés au 16e Festival du film indien de New York (2016),,. Il est un grand fan de Kamal Haasan et de Muhammad Ali.